# Campionato albanese di calcio a 5 2003-2004
Il Campionato albanese di calcio a 5 2003-2004 (Kampionati Mini-Futbollit 2003/2004) è stata la prima manifestazione nazionale di calcio a 5 dell'Albania. Si è disputato a partire da marzo 2004 suddiviso in due gironi con fase finale a play-off.

## Girone 1
| Posiz | Squadra          | Pti | G  | V | N | P | GF | GS |
| ----- | ---------------- | --- | -- | - | - | - | -- | -- |
| 1     | KF Tirana        | 26  | 12 | 8 | 2 | 2 | 67 | 54 |
| 2     | Besa Kavajë      | 23  | 12 | 7 | 2 | 3 | 47 | 37 |
| 3     | BESELIDHJA Lezhe | 21  | 12 | 7 | 0 | 5 | 61 | 48 |
| 4     | FLABINA Durres   | 19  | 12 | 6 | 1 | 5 | 45 | 47 |
| 5     | TEUTA Durres     | 12  | 11 | 4 | 0 | 7 | 51 | 59 |
| 6     | VLLAZNIA Shkoder | 9   | 11 | 2 | 3 | 6 | 48 | 58 |
| 7     | ERZENI Shijak    | 8   | 12 | 2 | 2 | 8 | 42 | 58 |

## Girone 2
| Posiz | Squadra               | Pti | G  | V  | N | P  | GF  | GS  |
| ----- | --------------------- | --- | -- | -- | - | -- | --- | --- |
| 1     | Dinamo Tirane         | 33  | 12 | 11 | 0 | 1  | 122 | 59  |
| 2     | Flamurtari Vlorë      | 25  | 12 | 8  | 1 | 3  | 80  | 62  |
| 3     | POGRADECI Pogradec    | 21  | 12 | 7  | 0 | 5  | 90  | 81  |
| 4     | LUFTETARI Gjirokaster | 15  | 12 | 5  | 0 | 7  | 67  | 75  |
| 5     | KLID BALLKAN Tirane   | 15  | 12 | 5  | 0 | 7  | 62  | 77  |
| 6     | APOLONIA Fier         | 15  | 12 | 5  | 0 | 7  | 55  | 71  |
| 7     | 1 MAJ Elbasan         | 1   | 12 | 0  | 1 | 11 | 55  | 106 |

## Playoff
Le partite si sono svolte presso il Asllan Rusi Arena di Tirana.

### Seminfinali
- 7 giugno 2004 ore 17.00: FLAMURTARI Vlore (2a gr. 2) - KF Tirana (1a gr. 1) 6-7
- 7 giugno 2004 ore 19.00: BESA Kavaje (2a gr. 1) - Dinamo Tirana (1a gr. 2) 6-10

### Finali

#### 3º-4º posto
8 giugno 2004 ore 17.00: FLAMURTARI Vlore - BESA Kavaje 8-6

#### 1º-2º posto
8 giugno 2004 ore 19.00: KF Tirana - Dinamo Tirana 8-7